# モイゼス・ヴォルシック
モイゼス・ヴォルシック（ポルトガル語: Moisés Wolschik、1994年9月24日 - ）は、ブラジルのサッカー選手。ポジションはMF。

## クラブ歴
CEラジェアデンセでサッカー選手への道を歩み出した。2013年2月9日に行われたトップチームのカンピオナート・ガウショでの試合に帯同したが起用されなかった。その8日後に行われた同リーグのFCサンタ・クルス戦でスターティングメンバーに名を連ねフル出場したのをきっかけに州リーグで4試合に出場した。また、カンピオナート・ブラジレイロ・セリエDでは7試合に出場した。
2013年9月19日にグレミオFBPAに移籍。2014年1月19日に初出場。その後は出場機会に乏しく、2017年にはアソシアソン・シャペコエンセ・ジ・フチボウに、2018年にはロンドリーナECにレンタル移籍した。

## タイトル
グレミオFBPA
- コパ・ド・ブラジル: 2016

シャペコエンセ
- カンピオナート・カタリネンセ: 2017